# Fundplatz Niederbieber
Koordinaten: 50° 27′ 34″ N, 7° 28′ 7″ O
Der altsteinzeitliche Fundplatz Niederbieber im Neuwieder Becken ist eines der bedeutendsten Archive der Federmesser-Gruppen am Ende der letzten Eiszeit. Mit einer ausgegrabenen Fläche von annähernd 1000 m² gehört Niederbieber zu den größten untersuchten Siedlungsarealen des Spätpaläolithikums. Die Siedlungsreste sind außerordentlich gut erhalten, weil sie unter dem Fallout des Laacher See-Vulkans geschützt lagen. Hochauflösende und umfassende archäologische Analysen ergaben wichtige Erkenntnisse zum Leben der
Menschen am Ende der Eiszeit.

## Lage
Das Fundgelände liegt am Mittelrhein, am Nordostrand des Neuwieder Beckens, im Stadtgebiet von Neuwied (Rheinland-Pfalz), nördlich des Ortsteils Niederbieber.

## Entdeckung und Forschungsgeschichte
Die Entdeckung des Fundplatzes resultiert aus den Aktivitäten der regionalen Basalt- und Lavaindustrie, die im Herbst 1980 auf einem Geländesporn ca. 30 m oberhalb des Wiedtals vulkanische Ablagerungen (sog. Bims) zur Herstellung von Baustoffen industriell abbaute. Der Bims stammte aus dem gewaltigen Ausbruch des Laacher See-Vulkans, der nach aktuellen Datierungen um das Jahr 10.966 v. Chr. stattfand. Die vulkanischen Ablagerungen, die in Kraternähe bis zu 40 m Mächtigkeit erreichen, haben im ganzen Neuwieder Becken und darüber hinaus die darunter liegende späteiszeitliche Allerødoberfläche in wenigen Tagen versiegelt und so über die Jahrtausende hinweg konserviert. Unterhalb der bis zu einem Meter mächtigen Bimsschicht zeichneten sich auf der freigelegten Geländeoberfläche in Niederbieber mehrere Fundstreuungen von verbrannten und unverbrannten Artefakten ab, zurückgelassen von späteiszeitlichen Jägern.
Von 1981 bis 1988 und 1996 bis 1999 wurden in Niederbieber umfangreiche Flächengrabungen durch das Archäologische Forschungszentrum Monrepos des RGZM und die Archäologische Denkmalpflege Koblenz durchgeführt. Insgesamt wurde ein Areal von fast 1000 m² untersucht.

## Datierung
Die Siedlungsreste in Niederbieber werden durch verschiedene Methoden übereinstimmend und sehr genau in die Zeit der spätpaläolithischen Federmesser-Gruppen eingeordnet. Die Besiedlung muss einige Jahre bis wenige Jahrzehnte vor dem Ausbruch des Laacher See-Vulkans stattgefunden haben:
- Die Funde und Befunde lagen auf der späteiszeitlichen Geländeoberfläche, genau unter den Bimsablagerungen des Laacher See-Vulkans, die für Niederbieber einen sog. terminus ante quem vorgeben: Die Besiedlung muss vor dem Laacher See-Ausbruch, also vor 10.966 v. Chr. erfolgt sein.
- Radiokarbondatierungen (14 C-Methode) an Knochen der Flächen II und III wurden mit dem Kalibrationsprogramm Calpal in Kalenderjahre umgerechnet auf etwa 11.100 Jahren v. Chr.

Ferner lassen die Formen der in Niederbieber vorgefundenen Rückenspitzen (steinerne Pfeilspitzen) eine relativ chronologische Einordnung zu. Sie entsprechen den klassischen Rückenspitzen der Allerødzeit am Mittelrhein.

## Besondere Funde und Befunde

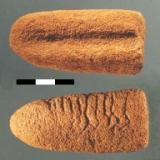
Pfeilschaftglätter

Ein Pfeilschaftglätter aus rötlichem Sandstein wurde bei Ausgrabungen der Fläche II 1981 entdeckt. Das 71 × 34 × 22 mm große Stück ist sowohl angesichts der rückseitigen Gravierungen als auch funktional ein herausragendes Objekt der Fundstelle Niederbieber. Die paarweise verwendeten Pfeilschaftglätter wurden zum Schleifen hölzerner Pfeilschäfte benutzt und sind neben den charakteristischen Steingerätetypen (Federmesser) des Spätpaläolithikums ein indirekter Hinweis auf die in dieser Zeit beginnende Verwendung von Pfeil und Bogen als Jagdwaffe. In Niederbieber liefert der Pfeilschaftglätter einen zusätzlichen Beleg für die Neuanfertigung oder Reparatur (hafting & retooling) von Jagdwaffen.
Die ungewöhnliche Verzierung des Pfeilschaftglätters mit stilisierten Frauenfiguren vom Typ Gönnersdorf ist eines der seltenen Belege für das Kunstschaffen dieser Zeit. Stilistisch knüpfen die Gravierungen an die Kunst des späten Jungpaläolithikums an und liefern damit einen einzigartigen Hinweis auf das Fortleben dieser Tradition.
Das sogenannte Retuscheurdepot von Niederbieber wurde bei den Ausgrabungen der Fläche III im Jahre 1981 dokumentiert. Im Norden der Fundkonzentration wurden fünf dicht beieinander liegende, langgestreckte Gerölle aus Tonschiefer aufgefunden. Dabei handelt es sich um sog. Retuscheure, die an den jeweiligen Enden charakteristische Narbenfelder zeigen, wie sie bei der Bearbeitung (Retuschierung) von Steingeräten entstehen.
Wichtige Fundstücke sind im Museum für die Archäologie des Eiszeitalters des Archäologischen Forschungszentrums Monrepos des RGZM (Schloss Monrepos, Neuwied) ausgestellt.

## Ergebnisse der archäologischen Untersuchungen
Die archäologischen Untersuchungen des späteiszeitlichen Fundplatzes Niederbieber erbrachten wichtige neue Erkenntnisse zum Leben der Menschen am Ende der Eiszeit sowie zur damaligen Umwelt (Flora und Fauna) und den klimatischen Verhältnissen während der Allerødzeit am Mittelrhein.
Die hier nachgewiesenen Tierarten wie z. B. Elch, Rothirsch, Pferd, Wildschwein und Biber zeigen für die Zeit der späteiszeitlichen Besiedlung ein feucht-gemäßigtes, atlantisches Klima ähnlich, aber etwas kühler als heute an. Zusammen mit den aufgefundenen botanischen Resten von zumeist Birke, Weiden, Pappel, Fichte und Kiefer lässt sich ein lichter Wald mit offenen Flächen annehmen.
In der Ausgrabungsfläche befanden sich insgesamt 20 einzelne Fundstreuungen in etwa gleicher stratigraphischer Position. Sie setzen sich hauptsächlich aus Steinwerkzeugen bzw. den Abfällen ihrer Herstellung und Knochenresten der Jagdbeute zusammen. Diese Fundanhäufungen werden nach Analysen der Steinartefakte und GIS-gestützte Untersuchungen ihrer Verteilungen als kurzzeitig benutzte Werkplätze späteiszeitlicher Jäger interpretiert.
Alle Fundkonzentrationen sind deutlich voneinander abgegrenzt; ihre Funddichte nimmt in den Randbereichen ab. Räumliche Analysen dieser Werkplätze belegen einen gleichartig strukturierten Aufbau. Mindestens zwei sich gegenüberliegende Zonen maximaler Funddichte werden von einem fast steinartefaktfreien Bereich voneinander getrennt. In der fundarmen Zone kommen hauptsächlich verbrannte Faunenreste und Silices vor. Deshalb werden sie als nicht mehr erhaltene und offenbar nur kurzfristig betriebene Feuerstellen interpretiert.
Etliche Zusammenpassungen von Steinartefakten aus verschiedenen Fundkonzentrationen machen wahrscheinlich, dass die Werkplätze gleichzeitig nebeneinander bestanden.
Unter den Steinwerkzeugen von Niederbieber dominieren Rückenspitzen vor Kratzern und Sticheln. Rückenspitzen werden als Projektilspitzen interpretiert, die mittels Birkenpech an Pfeilschäften fixiert waren.
Die unterschiedlichen Steinrohmaterialien zur Werkzeugherstellung stammen sowohl aus lokalen Ressourcen (Tertiärquarzit, Chalzedon und Kieselschiefer) als auch aus überregionalen Quellen, wie z. B. Feuerstein (Maasgebiet und südliches Ruhrgebiet), verkieselter Tonstein (Saar-Nahe Becken) sowie Muschelkalkhornstein aus dem Saarländisch-Lothringischen Grenzgebiet. Die Beschaffung dieser Gesteine deutet auf eine hohe Mobilität der Menschen hin, denn die Herkunftsgebiete der Rohmaterialien liegen bis zu 150 km von Niederbieber entfernt. Aus diesen Rohmaterialien fertigten die Menschen Werkzeuge, die sie zur Jagd, aber auch zum alltäglichen Leben benötigten.
Aus den räumlichen Analysen der verschiedenen Artefaktkategorien und den Untersuchungen des Steingeräteinventars ergaben sich wichtige Erkenntnisse zur Subsistenzstrategie der Jäger. In Niederbieber wurden Jagdvorbereitungen getroffen, v. a. durch die Anfertigung bzw. Reparatur von Jagdwaffen (Hafting & Retooling). Auch Arbeiten zur Jagdnachbereitung (Nahrungszubereitung, Präparieren nutzbarer Faunenteile wie Fell, Geweih, Knochen und Sehnen) wurden von kleineren Jägerteams in Niederbieber ausgeübt. Größtenteils fanden die Aktivitäten der späteiszeitlichen Jäger unter freiem Himmel statt, doch gibt es für einige Fundkonzentration von Niederbieber deutliche Hinweise, die die Existenz von einfachen Behausungen  vermuten lassen.

## Kontext
Das Mittelrheintal ist ein einzigartiges Archiv für die Erforschung des mitteleuropäischen Paläolithikums. Durch günstige Erhaltungsbedingungen und die intensiven Forschungen des Archäologischen Forschungszentrums Monrepos des RGZM wurden eine Vielzahl wichtiger Fundstellen entdeckt und erforscht. Nur auf dieser Basis sind ganze Siedlungs- und Landnutzungssysteme der eiszeitlichen Jäger-Sammler rekonstruierbar.
Im Kontext mit weiteren spätpaläolithischen Fundplätzen der Region wie Andernach, Urbar und Kettig, ergaben die Analysen in Niederbieber neue Modelle zum Siedlungssystem der Federmesser-Gruppen am Mittelrhein. Demnach bestanden in der Region neben speziellen Jagdlagern wie beispielsweise Niederbieber, offenbar auch längerfristig besiedelte Basislager wie z. B. Kettig. Besonders die Unterschiede im Verteilungsbild der Steinartefakte, eine andere Gewichtung der Anteile bestimmter Steinwerkzeuge sowie dem Vorhandensein geplatzter Quarzgerölle (Kochsteine) innerhalb des Fundplatzes Kettig deuten hier auf eine längere Aufenthaltsdauer und damit auf eine andere Nutzung hin. In den Basislagern hielt sich wohl der überwiegende Teil der Gruppe, vielleicht Alte und Kinder auf, während spezialisierte Jagdteams von den Jagdlagern aus die zurückgebliebenen Mitglieder der Gruppe mit Nahrung und Rohstoffen versorgten.